# Cataulacus tenuis
Cataulacus tenuis es una especie de hormiga del género Cataulacus, tribu Crematogastrini, familia Formicidae. Fue descrita científicamente por Emery en 1899.
Se distribuye por Madagascar. Se ha encontrado a elevaciones de hasta 252 metros. Habita en el forraje.